# Clinical and Experimental Pharmacology and Physiology
Clinical and Experimental Pharmacology and Physiology, abgekürzt Clin. Exp. Pharmacol. Physiol., ist eine wissenschaftliche Fachzeitschrift, die vom Wiley-Blackwell-Verlag veröffentlicht wird. Die Zeitschrift erscheint mit zwölf Ausgaben im Jahr und veröffentlicht Arbeiten, die sich mit Aspekten der Physiologie und Pharmakologie beschäftigen.
Der Impact Factor lag im Jahr 2014 bei 2,372. Nach der Statistik des ISI Web of Knowledge wird das Journal mit diesem Impact Factor in der Kategorie Physiologie an 41. Stelle von 83 Zeitschriften und in der Kategorie Pharmakologie und Pharmazie an 126. Stelle von 254 Zeitschriften geführt.